# Ignacio Barcia
Ignacio Miguel Barcia (Ciudad Autónoma de Buenos Aires, Argentina, 15 de junio de 1989) es un futbolista argentino. Juega de defensor y actualmente está en Ferrocarril Urquiza de la Primera B.

## Trayectoria
Surgió de las divisiones inferiores de Independiente. Integra el plantel de primera división del club desde el año 2010, donde jugó algunos partidos mientras los titulares se concentraban en la Copa Sudamericana
.

## Clubes
| Club                | País      | Año             |
| ------------------- | --------- | --------------- |
| Independiente       | Argentina | 2010 - 2012     |
| San Telmo           | Argentina | 2012 - 2013     |
| Ferrocarril Urquiza | Argentina | 2013 - 2014     |
| Villa Mitre         | Argentina | 2014 - 2015     |
| Ferrocarril Urquiza | Argentina | 2015 - Presente |

## Palmarés

### Copas Internacionales
| Título            | Club          | País      | Año  |
| ----------------- | ------------- | --------- | ---- |
| Copa Sudamericana | Independiente | Argentina | 2010 |